# Фюрсте, Мориц
Мориц Фюрште (нем. Moritz Fürste; 28 октября 1984, Гамбург) — немецкий хоккеист на траве, игрок сборной Германии и хоккейного клуба Калинга Ланцерс, выступающий на позиции полузащитника. Двукратный олимпийский чемпион, бронзовый призёр олимпийских игр 2016 года.

## Спортивная биография
Мориц Фюрште воспитанник клуба Уленхорштен ХК. До 2012 года выступал в германии в клубе Уленхорштен. В 2012 году переходит в Ранчи Ринос, за который отыграл 2 сезона. В 2015 году стал игроком клуба Калинга Ланцерс.

За сборную Германии провел 268 матчей и забил 112 голов. 